# Marcian Hoff
Pour les articles homonymes, voir Hoff.
Marcian Hoff surnommé Ted Hoff (28 octobre 1937 à Rochester) est un ingénieur docteur en électronique américain, il est le co-inventeur du microprocesseur qui a proposé l'idée architecturale pour la société Intel en 1969.

## Biographie
Ted Hoff naît le 28 octobre 1937 à Rochester dans l'État de New York, États-Unis.
Il est diplômé d'une licence universitaire en électronique de la Rensselaer Polytechnic Institute de Troy dans l’État de New York en 1958 puis d'un doctorat en électronique de l'université Stanford de Palo Alto dans la Silicon Valley en Californie en 1962.
Après quelques années passées en tant que chercheur de l'université Stanford, il est le 12e ingénieur recruté par la société Intel (INTegrated ELectronics) en 1968, une toute jeune startup qui vient d'être crée la même année par Robert Noyce et Gordon Moore très vite rejoints par Andrew Grove (1 milliard de dollars de chiffre d'affaires en 1983).
En 1969, la société japonaise Busicom, premier gros client d'Intel, désire développer une gamme de calculateurs programmables de calculatrices de « grande puissance » (pour l’époque). Elle demande à Intel de fabriquer un jeu de douze circuits intégrés qui leur sont nécessaires. Ted Hoff, chargé de cette affaire, propose, à ses collaborateurs et clients, l'idée de développer un processeur universel sur une seule puce au lieu des circuits personnalisés spécialisés demandés pour chacun des projets développés à l'époque.
Idée révolutionnaire développée et commercialisée sous le nom de « microprocesseur » « Intel 4004 » dès novembre 1971. Marcian Hoff, aidé de son collaborateur Stan Mazor, a contribué à l'architecture en 1969. Federico Faggin a dirigé le projet, d'avril 1970 à juin 1971, contribuant avec son design révolutionnaire et avec plusieurs idées novatrices de technologie et de circuits indispensables pour la réalisation du « 4004 ». Il a également été l'élément moteur de sa commercialisation en 1971.

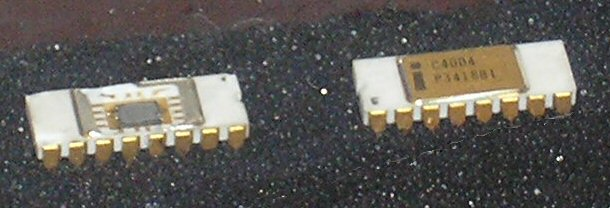
Processeur Intel 4004

- Premier microprocesseur de l’histoire et de l’industrie.
- Performances équivalentes aux 30 mètres cubes d’un ENIAC, concentrée sur 10 millimètres carrés.
- Calculateur sur 4 bits, 16 registres de donnée sur 4 bits, jeu de 46 instructions.
- Largeur du bus de donnée 4 bits.
- Adressage en ROM sur 12 bits, donnant accès à 4 Kio d'instructions programme en mémoires ROM de 256 octets.
- Adressage segmenté en mémoire vive sur 8 bits, donnant accès à 1280 quartets de données (640 octets).
- Horloge à 740 kHz, 16 broches DIP (soudé), alimentation -15 volts.
- 2300 transistors pMOS (Metal-Oxide Semiconductor à canal P) en technologie 10 microns
- 8 cycles d'horloge (10,8 µs) par instruction, 92 600  instructions par seconde.
- Format de la puce : 3,81 mm de long sur 2,79 mm de large : 10,62 mm2 à peine.
- Tarif industriel 200 dollars (en 1971).

Intel vend le microprocesseur et les droits exclusif du Intel 4004 à son client Japonais Busicom pour 60 000 dollars.
Par chance pour Intel, la firme Busicom connaît de légers problèmes de trésorerie et demande à Intel de renégocier son contrat de partenariat. Intel, accepte de rembourser les 60 000 dollars de frais de recherche en contrepartie de la totalité des droits industriels et commerciaux sur le Intel 4004, à l’exception de ceux pour les sociétés fabriquant des calculatrices de bureau ou de poche.
Deuxième coup de chance important pour Intel, avec l'arrivée du tout nouveau directeur commercial, Ed Gelbach, venu de Texas Instruments, qui perçoit rapidement le potentiel de développement fantastique des microprocesseurs de type Intel 4004.
En 1978, Ted Hoff est promu directeur général du service technique chez Intel.
En 1980, Hoff dirige une équipe dont les travaux aboutissent à un système de reconnaissance vocale de la voix humaine.
En 1983, Ted Hoff quitte Intel pour Atari puis devient à partir de 1984, alors âgé de 47 ans, consultant indépendant.